# Красная Гора (Ярославская область)
Кра́сная Гора́ — деревня в Пошехонском районе Ярославской области России. Входит в состав Пригородного сельского поселения.

## География
Деревня находится в северной части Ярославской области, в подзоне южной тайги, на правом берегу реки Патра, к югу от автодороги 78К-0013, на расстоянии примерно 16 км (по прямой) к северо-востоку от города Пошехонье, административного центра района.

### Климат
Климат характеризуется как умеренно континентальный, с продолжительной холодной зимой и коротким умеренно тёплым летом. Среднегодовая температура воздуха — +2,9…+3,5 °C. Годовое количество атмосферных осадков — 500—750 мм, из которых большая часть выпадает в тёплый период. Преобладающее направление ветра юго-западное.

### Часовой пояс
Деревня Красная Гора, как и вся Ярославская область, находится в часовой зоне МСК (московское время). Смещение применяемого времени относительно UTC составляет +3:00.

## Население
| 2007 | 2010 |
| ---- | ---- |
| 22   | ↘12  |

### Национальный состав
Согласно результатам переписи 2002 года, в национальной структуре населения русские составляли 100 % из 24 чел.

## Общественный транспорт
Красная Гора обслуживается пригородными автобусными маршрутами №№ 102 Пошехонье — Семёновское, 520 Пошехонье — Пречистое.